# McGuire Field

i7
i11
i13
McGuire Field (bis 2009 McGuire Air Force Base, IATA-Code: WRI, ICAO-Code: KWRI, FAA-LID: WRI) ist ein Stützpunkt der Streitkräfte der Vereinigten Staaten im US-Bundesstaat New Jersey. Der Flugplatz ist Teil eines 2009 entstandenen größeren Standortes der US-Streitkräfte unter der Bezeichnung Joint Base McGuire-Dix-Lakehurst, die durch Zusammenlegung aus der ehemaligen Air Force Base, dem United States Army Fort Dix und der Naval Air Engineering Station Lakehurst entstand.
Im Rahmen der Umsetzung der Vorschläge der Base Realignment and Closure (BRAC) Commission von 2005 entstanden in den USA insgesamt zwölf derartige Stützpunkte.

## Geschichte
Der Stützpunkt wurde 1937 als Rudd Field für die angrenzende Army-Kaserne eröffnet, bereits 1939 deutlich ausgebaut, in Fort Dix Airport umbenannt und am 9. Januar 1941 erstmals von Militärflugzeugen genutzt. Ab 1943 wurde der Stützpunkt zudem von den United States Army Air Forces genutzt, um Flugzeuge und Besatzungen für den Einsatz auf dem europäischen Kriegsschauplatz vorzubereiten. Am 13. Januar 1948 benannte die United States Air Force (als 1947 entstandener Nachfolger der USAAF) das Gelände um zu Ehren von Major Thomas McGuire, einem Träger der Medal of Honor, der höchsten amerikanischen Tapferkeitsauszeichnung, der Anfang 1945 auf den Philippinen während eines Luftkampfes tödlich verunglückt war. Nach dem Ende des Zweiten Weltkrieges wurde die Basis 1945 vorläufig deaktiviert aber bereits ab 1948 wieder aktiv benutzt. Zunächst wurde der Flughafen zur Benutzung von größeren und schwereren Jet-Flugzeugen ertüchtigt, bevor 1948 die ersten Einheiten fest auf dem Flughafen stationiert wurden.
Zunächst unterstand die Basis dem Strategic Air Command, welches auf dem Stützpunkt Bomber der Typen B-50 und Abfangjäger vom Typ F-82 Twin Mustang stationierten. Am 1. Juli 1954 übernahm dann der Military Air Transport Service (und später den Nachfolgekommandos Military Airlift Command, heute Air Mobility Command (AMC)) die Verantwortung für die Air Force Base und stationierte dort Transportflugzeuge. Für die meiste Zeit des Kalten Krieges waren auf dem Stützpunkt Transportflugzeuge des Typs Lockheed C-141 stationiert; 2004 wurde der Nachfolger Boeing C-17 Globemaster III eingeführt. 2005 wurde aufgrund von Kosteneinsparungen beschlossen, die drei bereits nebeneinander liegenden Stützpunkte um den Flughafen zu einem großen Stützpunkt zusammenzufassen und zudem weitere im Umland von Philadelphia befindliche Einheiten anderer Armed Services (United States Marine Corps, Nationalgarde der Vereinigten Staaten, United States Coast Guard) am Stützpunkt zusammenzuführen. Daraus entstand schließlich die Joint Base McGuire-Dix-Lakehurst.

## Stationierte Einheiten
Der Betrieb von McGuire Field wird vom 87th Air Base Wing unter dem Kommando eines Colonel sichergestellt. Dieses Geschwader hat ungefähr 3.100 Angehörige aller Teilstreitkräfte.
Genutzt als Umschlagplatz für den Lufttransport und die Einsätze des Air Mobility Command sind auf dem Flugplatz auch ein Transport- und ein Luftbetankungsgeschwader stationiert, die ebenfalls von einem Colonel kommandiert werden:
- 305th Air Mobility Wing, United States Air Force, Boeing C-17 (wechselt derzeit auf Boeing KC-46)[6]
  - 305th Maintenance Group
  - 305th Operations Group
- 108th Air Refueling Wing, New Jersey Air National Guard, Boeing KC-135[7]

Darüber hinaus stellen diverse weitere Geschwader Trainingskapazitäten oder Ausbildungskapazitäten für die Grundausbildung zur Verfügung.